# كيت مورتون
كيت مورتون (بالإنجليزية: Kate Morton)‏، ولدت في 1976 م) كاتبة أسترالية نالت شهرة عالمية من خلال فوزها بعدة جوائز عن مجموعة قصصها والتي تشمل:
- منزل ريفرتون 2006 (The House of Riverton)
- الحديقة المنسية 2008 (The Forgotten Garden)
- الساعات البعيدة 2010 (The Distant Hours)
- حافظ السر 2012 (The Secret Keeper)